# Champ-de-Mars

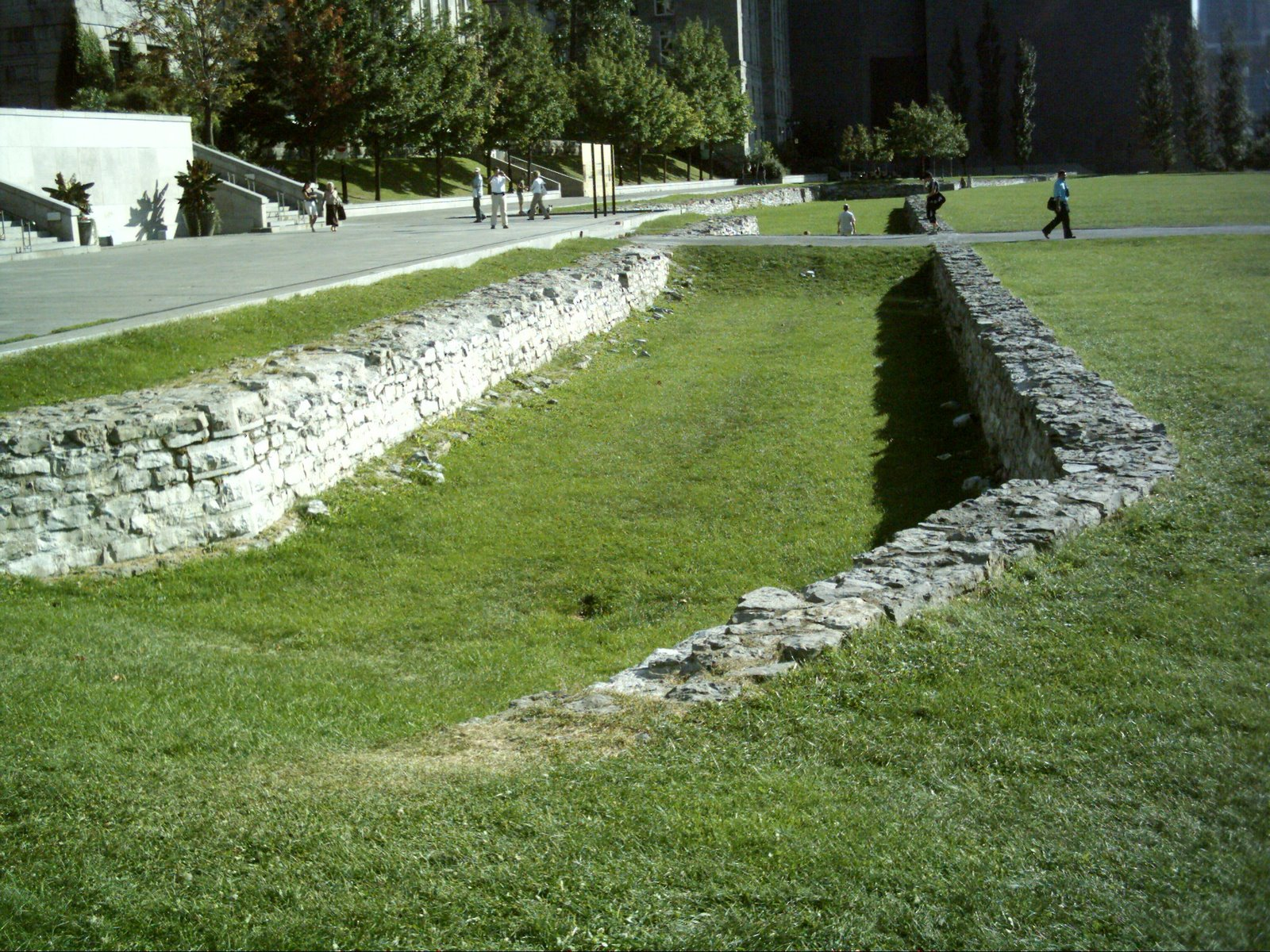
Pozostałości murów miejskich

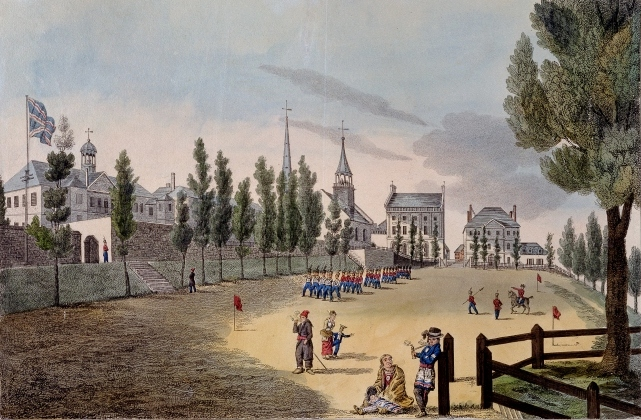
Champ-de-Mars w 1830 roku

Champ-de-Mars (fr. Pole Marsowe) - park miejski w Montrealu, położony w dzielnicy Ville-Marie, na skraju Starego Miasta (Vieux-Montréal).
Miejsce to było pierwotnie polem ćwiczebnym wojsk francuskich, przebiegały tutaj mury miejskie, które zostały zburzene przez władze brytyjskie w 1812 roku. Od 1899 roku znajdował się tutaj plac targowy, natomiast w latach 1920 zbudowano parking. Dopiero w latach 80. postanowiono utworzyć w tym miejscu park miejski. W wyniku prac archeologicznych w latach 1986-1991 odkopano i odrestaurowano 250-metrowy odcinek starych murów miejskich, co było jednym z projektów z okazji zbliżającej się 350. rocznicy założenia Montrealu.
Nazwa tego miejsca odnosi się do jego wojskowej przeszłości. Mars był rzymskim bogiem wojny, stąd określenie campus Martius (pole marsowe) było łacińskim określeniem wojskowego pola do ćwiczeń.. W pobliżu parku znajduje się montrealski Ratusz Miejski (Hôtel de ville), Palais de justice oraz stacja metra Champ-de-Mars.